# Nahouri (Pô)
Pour les articles homonymes, voir Nahouri.
Nahouri est une commune rurale située dans le département de Pô de la province du Nahouri dans la région du Centre-Sud au Burkina Faso. Le village qui tient son nom d'un sommet avoisinant a donné son nom à la province ainsi qu'à l'avion officiel du président burkinabè,.

## Géographie
Nahouri est situé à 15 km au Sud-Est de Pô et à 3 km à l'Est de la route nationale 5.
Situé à moins d'un kilomètre du village, le pic de Nahouri est un sommet culminant à 447 mètres d'altitude et le point le plus élevé de la région.

## Santé et éducation
Les centres de soins les plus proches de Nahouri sont les centres de santé et de promotion sociale (CSPS) et le centre médical (CMA) de Pô.

## Culture et patrimoine
Le village de Nahouri accueille chaque année depuis 2009 une course de fond – le semi-marathon Altitude Nahouri – partant de la ville de Pô et se terminant par l'ascension du pic de Nahouri. 